# Gladbach (kommun)
Gladbach är  en kommun och ort (Ortsgemeinde) i distriktet (Landkreis) Bernkastel-Wittlich i det tyska förbundslandet Rheinland-Pfalz. Den ingår i kommunalförbundet Verbandsgemeinde Wittlich-Land tillsammans med ytterligare 44 kommuner. Kommunen har cirka 350 invånare.